# Sierra de Fuentes
Sierra de Fuentes è un comune spagnolo di 1 774 abitanti situato nella comunità autonoma dell'Estremadura.